# Quatre-centes Vivendes
Les Quatre-centes Vivendes són un barri de la ciutat d'Alacant a l'Alacantí (País Valencià). Limita al nord amb el barri de Joan XXIII; a l'est amb el barri del Garbinet; al sud amb el barri de Sidi Ifni-Nou Alacant; i a l'oest amb el barri de la Mare de Déu del Carme i parcialment amb el de la Mare de Déu del Remei. Segons el cens de 2006, té una població de 1.602 habitants (831 homes i 771 dones).

## Història
El barri va ser promogut per l'Obra Sindical del Hogar en 1968 mitjançant un projecte que constava de 400 habitatges i 64 locals comercials.